# Саэтия
Кайо Саэтия — кай на северном побережье провинции Ольгин на востоке Кубы.
Остров отделяет залив Найп Бей от Атлантического океана. Его площадь 42 км², он имеет богатую флору и фауну. С материком остров соединён дамбой.
Более половины острова Саэтия покрыта густыми лесами, в которых живут различные виды диких животных, в том числе антилопы, дикие быки, олени, зебры и страусы . Это популярное место охоты, но она возможна только с разрешения властей .